# 第7步兵師 (德國國防軍)
第7步兵師（德語：7. Infanterie-Division）是威瑪共和國防衛軍陸軍、納粹德國國防軍陸軍的一個步兵師。該師於1934年10月組建。
第二次世界大戰期間，該師參與入侵波蘭、入侵法國行動。1941年6月，該師參與巴巴羅薩行動。此後該師一直在東線作戰。
該師最後於1945年5月在維斯瓦河向苏联红军投降。

## 師團編制[2]
| 師團番號   | 師團駐地  | 步兵團番號 | 炮兵團番號  | 偵查營番號 | 反坦克營番號 | 工程營番號 | 通訊營番號 |
| 第7步兵師  |           |            |             |            |              |            |            |
| 慕尼黑     |           |            |             |            |              |            |            |
| 第19步兵團 | 第7炮兵團 | 第7偵搜營  | 第7反坦克營 | 第7工程營  | 第7通訊營    |            |            |
| 第61步兵團 | 第7炮兵團 | 第7偵搜營  | 第7反坦克營 | 第7工程營  | 第7通訊營    |            |            |
| 第62步兵團 | 第7炮兵團 | 第7偵搜營  | 第7反坦克營 | 第7工程營  | 第7通訊營    |            |            |

## 註腳
1. ↑  Mitcham（2007年）
2. ↑  Mitcham, Samuel W., Jr.p.46.